# 电容率

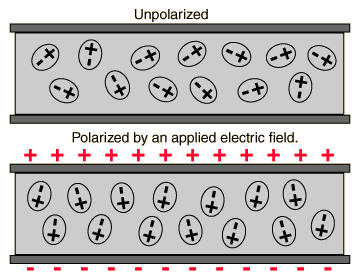
對於由極性分子形成的介電質，假設施加外電場於這種介電質，則會出現取向極化現象。

在電磁學裏，介電質響應外電場的施加而電極化的衡量，稱為電容率。在非真空中由於介電質被電極化，在物質內部的總電場會減小。電容率關係到介電質傳輸（或容許）電場的能力。電容率衡量電場怎樣影響介電質，怎樣被介電質影響。電容率又稱為「絕對電容率」。
在國際單位制中，電容率的測量單位是法拉每公尺（F/m）。真空的電容率，稱為真空電容率，或「真空介電常數」，標記為{\displaystyle \varepsilon _{0}}。{\displaystyle \varepsilon _{0}}≈8.854187817…×10⁻¹² F/m。

## 概念
電位移{\displaystyle \mathbf {D} }的定義式為
{\displaystyle \mathbf {D} \ {\stackrel {\text{def}}{=}}\ \varepsilon _{0}\mathbf {E} +\mathbf {P} }；
其中，{\displaystyle \mathbf {E} }是電場，{\displaystyle \mathbf {P} }是電極化強度。
對於均向性的、線性的、均勻介電質，電極化強度{\displaystyle \mathbf {P} }與電場{\displaystyle \mathbf {E} }成正比：
{\displaystyle \mathbf {P} =\chi _{\text{e}}\varepsilon _{0}\mathbf {E} }；
其中，{\displaystyle \chi _{\text{e}}}是電極化率
所以，電位移與電場的關係方程式為
{\displaystyle \mathbf {D} =\varepsilon \mathbf {E} }；
其中，{\displaystyle \varepsilon }是電容率。
假若，介電質是異向性的，則電容率是一個二階張量，可用矩陣來表示。
一般而言，電容率不是常數，可以隨著在介電質內的位置而改變，隨著電場的頻率、溼度、溫度或其它參數而改變。對於一個非線性介電質，電容率有可能會隨著電場強度而改變。當電容率是頻率的函數時，它的數值有可能是實數，也有可能是複數。

## 真空電容率
真空電容率{\displaystyle \varepsilon _{0}}的意義是電位移{\displaystyle D_{0}}與電場{\displaystyle E_{0}}在真空裏的比值，其值的定義式如下：
{\displaystyle \varepsilon _{0}\ {\stackrel {\text{def}}{=}}\ {\frac {1}{{c}^{2}\mu _{0}}}={\frac {1}{35950207149.4727056\pi }}} F/m{\displaystyle \approx 8.854187817...\times 10^{-12}} F/m
其中，{\displaystyle c}是光波在真空中的光速，{\displaystyle \mu _{0}}是真空磁導率。其中，真空磁導率的定義值為 {\displaystyle \mu _{0}=4\pi \times 10^{-7}} T·m/A。
在國際單位制裡，常數{\displaystyle c}和{\displaystyle \mu _{0}}都是準確值（參閱NIST （页面存档备份，存于））。所以，關於公尺或安培這些物理量單位的數值設定，不能採用定義方式，而必須設計精密的實驗來測量計算求得。由於{\displaystyle \pi }是個無理數，{\displaystyle \varepsilon _{0}}的數值只能夠以近似值來表示。
真空電容率{\displaystyle \varepsilon _{0}}也出現於庫侖定律，是庫侖常數{\displaystyle k={\frac {1}{4\pi \varepsilon _{0}}}}的一部份。所以，庫侖常數{\displaystyle k}也是一個準確值。
對於線性介質，電容率與真空電容率的比率，稱為相對電容率{\displaystyle \varepsilon _{\text{r}}}：
{\displaystyle \varepsilon _{\text{r}}={\frac {\varepsilon }{\varepsilon _{0}}}}
請注意，這公式只有在靜止的、零頻率的狀況才成立。
對於各向異性材料，相對電容率是個張量；對於各向同性材料，相對電容率是個標量。

## 介質的電容率
對於常見的案例，均向性介質，{\displaystyle \mathbf {D} }和{\displaystyle \mathbf {E} }是平行的向量，電容率{\displaystyle \varepsilon }是會造成雙折射的二階張量。介質的電容率和磁導率{\displaystyle \mu }，共同地決定了，電磁波通過介質時的相速度{\displaystyle v_{\text{p}}}：
{\displaystyle \varepsilon \mu ={\frac {1}{v_{\text{p}}^{2}}}}
對於線性介電質，電極化強度{\displaystyle \mathbf {P} }與電場{\displaystyle \mathbf {E} }成正比：
{\displaystyle \mathbf {P} =\chi _{\text{e}}\varepsilon _{0}\mathbf {E} }
將這方程式代入電位移的定義式，可以得到電位移與電場的關係式：
{\displaystyle \mathbf {D} =(1+\chi _{\text{e}})\varepsilon _{0}\mathbf {E} }
所以，電容率與電極化率的關係式為
{\displaystyle \varepsilon =(1+\chi _{\text{e}})\varepsilon _{0}}

### 複值電容率

涵蓋寬廣頻域的介電質的電容率頻譜。和分別標記電容率的實值部份和虛值部份。圖內標示了幾種電極化機制：離子導電、取向極化、原子極化、電子極化。

一般物質對於含時外電場的響應，跟真空的響應大不相同。一般物質的響應，通常跟外電場的頻率有關。這屬性反映出一個事實，那就是，由於物質具有質量，物質的電極化響應無法瞬時的跟上外電場。響應總是必需合乎因果關係，這需求可以以相位差來表達。因此，電容率時常以複函數來表達（複數允許同步的設定大小值和相位），而這複函數的參數為外電場頻率{\displaystyle \omega }：{\displaystyle \varepsilon \rightarrow {\widehat {\varepsilon }}(\omega )}。這樣，電容率的關係式為
{\displaystyle D_{0}\mathrm {e} ^{-\mathrm {i} \omega t}={\widehat {\varepsilon }}(\omega )E_{0}\mathrm {e} ^{-\mathrm {i} \omega t}}
其中，{\displaystyle D_{0}}和{\displaystyle E_{0}}分別是電位移和電場的振幅。
請注意，時間相關性項目的正負號選擇（指數函數的指數的正負號），決定了電容率虛值部份的正負號常規。在這裏採用的正負號慣用於物理學；在工程學裏，必須逆反所有虛值部份的正負號。
一個介電質對於靜電場的響應，是由電容率的低頻率極限來描述，又稱為「靜電容率」{\displaystyle \varepsilon _{\text{s}}}：
{\displaystyle \varepsilon _{\text{s}}=\lim _{\omega \rightarrow 0}{\widehat {\varepsilon }}(\omega )}
在高頻率極限，複電容率一般標記為  {\displaystyle \varepsilon _{\infty }}。當頻率等於或超過電漿頻率（plasma frequency）時，介電質的物理行為近似理想金屬，可以用自由電子模型來計算。對於低頻率交流電場，靜電容率是個很好的近似。隨著頻率的增高，可測量到的相位差  {\displaystyle \delta }開始出現於{\displaystyle \mathbf {D} }和{\displaystyle \mathbf {E} }之間。出現時候的頻率跟溫度、介質種類有關。在中等的電場強度{\displaystyle E_{0}}狀況，{\displaystyle \mathbf {D} }和{\displaystyle \mathbf {E} }保持成正比：
{\displaystyle {\widehat {\varepsilon }}={\frac {D_{0}}{E_{0}}}\mathrm {e} ^{\mathrm {i} \delta }=|\varepsilon |\mathrm {e} ^{\mathrm {i} \delta }}
由於介質對於交流電場的響應特徵是複電容率，為了更詳細的分析其物理性質，很自然地，必須分離其實數和虛值部份，通常寫為：
{\displaystyle {\widehat {\varepsilon }}(\omega )=\varepsilon '(\omega )-\mathrm {i} \varepsilon ''(\omega )={\frac {D_{0}}{E_{0}}}\left(\cos \delta -\mathrm {i} \sin \delta \right)}
其中，虛值部份{\displaystyle \varepsilon ''}關係到能量的耗散，而實值部份{\displaystyle \varepsilon '}則關係到能量的儲存。
由於複電容率是一個發生於多重頻率的色散現象的疊加，其描述必須能夠兼顧到這些色散現象。因此，複電容率通常會是一個相當複雜的、參數為頻率的函數，稱為「介電函數」。電容率{\displaystyle {\widehat {\varepsilon }}}的極點必須匹配虛值部份為正值的頻率，因此滿足克拉莫-克若尼關係式。但是，在一般作業的狹窄頻率值域內，電容率可以近似為跟頻率無關，或者以適當的模型函數為近似。

### 物質分類
依據電容率和電導率{\displaystyle \sigma }，物質可以大致分為三類：導體、介電質、其它一般介質。高損耗物質會抑制電磁波的傳播。通常，這些物質的  {\displaystyle {\frac {\sigma }{\omega \varepsilon }}\gg 1}，可以被視為優良導體。無損耗或低損耗物質，{\displaystyle {\frac {\sigma }{\omega \varepsilon }}\ll 1}，可以被視為介電質。其它不包括在這兩種限制內的物質，被分類為一般介質。完美介電質是電導率等於0的物質，通常只允許有小量的位移電流存在。這種物質儲存和歸還電能的性質就好像理想電容器一樣。

### 高損耗介質
對於高損耗介質案例，當傳導電流不能被忽略時，總電流密度{\displaystyle J_{\text{tot}}}是
{\displaystyle J_{\text{tot}}=J_{\text{c}}+J_{\text{d}}=\sigma E-\mathrm {i} \omega \varepsilon E=-\mathrm {i} \omega {\widehat {\varepsilon }}E}
其中，{\displaystyle J_{c}}是傳導電流密度，{\displaystyle J_{d}}是位移電流密度，{\displaystyle \sigma }是介質的電導率，{\displaystyle \varepsilon }是介質電容率的實值部分，{\displaystyle {\widehat {\varepsilon }}}是介質的複電容率。
位移電流跟外電場{\displaystyle E}的頻率{\displaystyle \omega }有關。假若外電場是個靜電場，則位移電流等於0。
採用這形式論，複電容率定義為
{\displaystyle {\widehat {\varepsilon }}=\varepsilon -\mathrm {i} {\frac {\sigma }{\omega }}}
通常，介電質對於電磁能量有幾種不同的吸收機制。受到這幾種吸收機制的影響，隨著頻率的改變，電容率函數的樣子也會有所改變(例:壓電材料)。
- 弛豫效應發生於永久偶極分子和感應偶極分子。當頻率較低的時候，電場的變化很慢。這允許偶極子足夠的時間，對於任意時候的電場，都能夠達成平衡狀態。假若，因為介質的黏滞性，偶極子無法跟上頻率較高的電場，電場能量就會被吸收，由而導致能量耗散。偶極子的這種弛豫機制稱為介電質弛豫（dielectric relaxation）。理想偶極子的弛豫機制可以用經典的德拜弛豫（Debye relaxation）來描述。
- 共振效應是由原子、離子、電子等等的旋轉或振動產生的。在它們特徵吸收頻率的附近，可以觀察到這些程序。

上述兩種效應時常會合併起來，使得電容器產生非線性效應。例如，當一個充電很久的電容器被短暫地放電時，它無法完全放電的效應稱為「介電質吸收」。一個理想電容器，經過放電後，電壓應該是0 伏特。但是，實際的電容器會餘留一些電壓，稱為「殘餘電壓」。有些介電質，像各種不同的聚合物薄膜，殘餘電壓小於原本電壓的1~2%。但是，電解電容器（electrolytic capacitor）或超高電容器（supercapacitor）的殘餘電壓可能會高達15~25%。

### 量子詮釋
在量子力學裏，電容率可以用發生於原子層次和分子層次的量子作用來解釋。
在較低頻率區域，極性介電質的分子會被外電場電極化，因而誘發出周期性轉動。例如，在微波頻率區域，微波場促使物質內的水分子做週期性轉動。水分子與周邊分子的相互碰撞產生了熱能，使得含水分物質的溫度增高。這就是為什麼微波爐可以很有效率地將含有水分的物質加熱。水的電容率的虛值部分（吸收指數）有兩個最大值，一個位於微波頻率區域，另一個位於遠紫外線（UV）頻率區域。這兩個共振頻率都高於微波爐的操作頻率。
在中間頻率區域，高過促使轉動的頻率區域，又遠低於能夠直接影響電子運動的頻率區域，能量是以共振的分子振動形式被吸收。對於水介質，這是吸收指數開始顯著地下降的區域。吸收指數的最低值是在藍光頻率區域（可見光譜段）。這就是為什麼日光不會傷害像眼睛一類的含水生物組織。
在高頻率區域（像遠紫外線頻率或更高頻率），分子無法弛豫。這時，能量完全地被原子吸收，因而激發電子，使電子躍遷至更高能級，甚至游離出原子。擁有這頻率的電磁波會導致游離輻射。
雖然，從開始到最後，對於物質的介電行為，做一個完全的計算機模擬，是一個可行之計。但是，這方法還沒有得到廣泛的使用。替代地，科學家接受現象模型為一個足以勝任的方法，可以用來捕捉實驗行為。德拜弛豫和德拜–勞侖茲模型（Lorentz model）都是很優秀的模型。

## 測量
物質的電容率可以用幾種靜電測量方法來得到。使用各種各樣的介電質光譜學方法，在廣泛頻率值域內，任何頻率的複電容率都可以正確地評估出來。這頻率值域覆蓋接近21個數量級的大小值，從10−6到1015 赫茲。另外，使用低溫恒溫器（cryostat）和烤爐，科學家可以測量出，在不同的溫度狀況下，物質的介電性質。
橢圓偏振技術可以用在紅外線頻段和可見光頻段。
也有一些方法用于介电常数的测量。介电常数在微波的范围可以由共振方法测量。

## 參閱
- 高斯定律
- 磁化率
- 馬克士威方程組
- 克勞修斯-莫索提方程式

## 進階閱讀
- Theory of Electric Polarization: Dielectric Polarization, C.J.F. Böttcher, ISBN 0-444-41579-3
- Dielectrics and Waves edited by A. von Hippel, Arthur R., ISBN 0-89006-803-8
- Dielectric Materials and Applications  edited by Arthur von Hippel, ISBN 0-89006-805-4